# Ordine di Stato della Repubblica di Turchia
L'Ordine di Stato della Repubblica di Turchia è un ordine cavalleresco della Turchia.

## Storia
L'ordine è stato fondato il 7 agosto 1988 per premiare i capi di stato stranieri.

## Insigniti
1. Lech Wałęsa (1994) - Presidente della Polonia[1]
2. Heydər Əliyev (1997) - Presidente dell'Azerbaigian[1]
3. Alija Izetbegović (1997) - Presidente della Repubblica di Bosnia ed Erzegovina[1]
4. Hosni Mubarak (1998) - Presidente dell'Egitto[1]
5. Franjo Tuđman (1999) - Presidente della Croazia[2]
6. Eduard Shevardnadze (1999) - Presidente della Georgia[1]
7. Emil Constantinescu (1999) - Presidente della Romania[1]
8. Bill Clinton (1999) - Presidente degli Stati Uniti d'America[1]
9. Martti Ahtisaari (1999) - Presidente della Finlandia[1]
10. Johannes Rau (2000) - Presidente della Germania[3]
11. Aleksander Kwaśniewski (2000) - Presidente della Polonia[1]
12. Jiang Zemin (2000) - Presidente della Repubblica Popolare Cinese[4]
13. Václav Havel (2000) - Presidente della Repubblica Ceca[5]
14. Abd Allah dell'Arabia Saudita (2007) - Re dell'Arabia Saudita[6]
15. Elisabetta II del Regno Unito (2008) - Regina del Regno Unito[7]
16. Aníbal Cavaco Silva (2009) - Presidente della Repubblica Portoghese[8]
17. Nursultan Äbişulı Nazarbaev (2009) - Presidente del Kazakistan[9]
18. Giorgio Napolitano (2009) - Presidente della Repubblica Italiana[10]
19. Asif Ali Zardari (2011) - Presidente del Pakistan[11]
20. Gurbanguly Berdimuhamedow (2012) - Presidente del Turkmenistan[12]
21. Beatrice dei Paesi Bassi (2012) - Regina dei Paesi Bassi[13]
22. Carlo XVI Gustavo di Svezia (2013) - Re di Svezia[14]
23. Harald V di Norvegia (2013) - Re di Norvegia[15]
24. İlham Əliyev (2013) - Presidente dell'Azerbaigian[16][17]
25. Enrico di Lussemburgo (2013) - Granduca di Lussemburgo[18][19]
26. Filippo del Belgio (2015) - Re dei Belgi[20]
27. Salman dell'Arabia Saudita (2016) - Re dell'Arabia Saudita[21][22][23]
28. Sabah IV al-Ahmad al-Jabir Al Sabah (2017) - Emiro del Kuwait[24]
29. Beji Caid Essebsi (2017) - Presidente della Tunisia.
30. Mahathir Mohamad (2019) - Primo ministro della Malaysia[25]
31. Abdullah di Pahang (2022) - Yang di-Pertuan Agong della Malaysia